# Marlies van Alcmaer
Marlies van Alcmaer, pseudoniem van Margaretha Elisabeth Wilhelmina Smal (Alkmaar, 30 januari 1938) is een Nederlands actrice. In 1958 behaalde Van Alcmaer haar diploma aan de Toneelschool in Maastricht. Hierna sloot zij zich aan bij het Rotterdams Toneel. In 1962 stapte ze over naar Toneelgroep Studio in Amsterdam.
In de jaren zeventig speelde Van Alcmaer in de jeugdserie Q & Q, waarin ze de rol van Ada Blom vertolkte. Ze werd vooral bekend door haar rol van Emma Noordermeer in de dramaserie Westenwind. De serie werd in 2000 bekroond met de Gouden Televizier-Ring.
Ze is een zuster van actrice Monique Smal (geb. 1942). Samen speelden ze in de klucht Privé voor twee.

## Carrière

### Televisie
- Ti-Ta Tovenaar - Petronella (1972-1974)
- Merijntje Gijzen - Janneke Timmers (1974)
- Kunt u mij de weg naar Hamelen vertellen, mijnheer? - Hertogin Mélisande van Falda (1975)
- Klaverweide - Marian (1975)
- Q & Q - Ada Blom (1976)
- Privé voor twee - Anne (1988)
- Medisch Centrum West - Toos Bezemer (1988, 1990)
- Rust roest - als directrice (1989)
- Vrienden voor het leven - Emily van den Berg (1991-1993)
- Spijkerhoek - Eva van Lanschot (1992)
- Ha, die Pa! - Jetje Koedoot (Afl. Wie volgt...?, 1992)
- 12 steden, 13 ongelukken - Corrie; afl. 'Oude liefde' (1995)
- Westenwind - Emma Noordermeer-Sluyter (1999-2003)
- Oppassen!!! - Dame op straat (Afl. Sander de Tweede, 2002)
- ZOOP - Oma van Elise (2004-2006)
- Grijpstra & De Gier - Heleen Denekamp (2007)
- Malaika - Rita Mutsaer (2013)

### Films
- A Bridge Too Far (1977)
- Sneeuwwitje en de zeven dwergen - (de nasynchronisatie uit 1984) de koningin (ook als heks)

### Toneel
- Lysistrata
- Privé voor twee (klucht met Piet Bambergen)
- Le Balcon
- De kale zangeres
- Een slok aarde
- Spinoza
- De appel
- Niet doen, Sneeuwwitje
- Er valt een traan op de tompoes
- Koppen dicht
- Happy Days
- My Fair Lady - Mevrouw Higgins (2007)